# Yahaba
Yahaba (jap. 矢巾町 Yahaba-chō) – miasto w Japonii, na wyspie Honsiu, w prefekturze Iwate. Według danych na rok 2020 miejscowość zamieszkiwało 28 056 mieszkańców , a gęstość zaludnienia wyniosła 416,8 os./km².